# ملاس محمد عبد الكريم الكسنزاني
ملاس محمد عبد الكريم الكسنزان الحسيني (ولد سنة 1974) كان وزير التجارة العراقي في الحكومة العراقية 2014، استقال في تشرين الأول 2015.

## سيرته
ولد ملاس محمد عبد الكريم عبد القادر الكسنزان في محافظة كركوك عام 1974 حاصل على شهادة الماجستير في الهندسة المعمارية من جامعة بغداد في عام 2009. وهو أحد أعضاء التحالف الكردستاني عن محافظة كركوك.
حكم عليه ظلماً بعقوبه عشر سنوات في السجن بعد تهمة تزوير مستندات حكومية في عهد الرئيس السابق صدام حسين هو وأخويه نهرو محمد عبد الكريم الكسنزاني وغاندي محمد عبد الكريم التي لم تُثبت إلى الآن.
أسس عدة شركات هندسية وزراعية ومقاولات وعمل كمدير مفوض لها وكان له عدد من الأعمال التجارية في بعض محافظات العراق كما عمل مديراً أمنياً للشركة العراقية للحماية منذ عام 2003 والتي أوكلت إليها حماية الحقول النفطية التابعة لشركة نفط الشمال في كركوك، كما عمل مسؤولاً عن تأمين الحماية لعدة مواقع حكومية في محافظات صلاح الدين والأنبار والبصرة.
وقد أصدر مجلس القضاء الأعلى بحق ملاس محمد بحسب عدد من وسائل الإعلام في الـ27 من شباط عام 2014، كتاباً يقضي بمنعه من خوض الانتخابات البرلمانية التي جرت في الثلاثين من نيسان العام الماضي، كونه محكوما سابقا بالسجن لمدة 10 سنوات وفق أحكام المادة (289) عقوبات وذلك لتزويره مستندات رسمية، وأن هذه الجريمة مخلة بالشرف، وهذا ينافي شروط الترشح لعضوية مجلس النواب العراقي. عندما كان مرشحا عن التحالف الكردستاني، الذي رشحه وزيراً للتجارة في الحكومة الجديدة.

## النشاطات السياسية
أدى حكم استقدام ومنع سفره من قبل محكمة تحقيق النزاهة في الرصافة في 20-10-2015 بتهربه ولم يباشر أداء مهامه لفترة شهر فاعتبره رئيس الوزراء حيدر العبادي مستقيلاً وخارج الوزارة في 2-12-2015. يذكر أن التهم الموجّهه له كانت تتعلق بالفساد المالي والإداري. حيث أن وزارة التجارة مسؤولة عن توفير المتطلبات الغذائية الأساسية والتي تراجعت بشكل كبير جدا بالرغم من بقاء التخصيصات المالية.